# Цура, София Васильевна
София Васильевна Цура — советский хозяйственный, государственный и политический деятель.

## Биография
Родилась в 1940 году в селе Мокраны. Член КПСС.
С 1958 года — на хозяйственной, общественной и политической работе. В 1958—1995 гг. — ткачиха на заводе стекловолокна в городе Полоцке.
Почётный химик СССР.
Избиралась депутатом Верховного Совета СССР 10-го созыва. Делегат XXV съезда КПСС.
Живёт в Белоруссии.